# Сиалеевско-Майданское сельское поселение
Сиалеевско-Майданское сельское поселение — упразднённое муниципальное образование в Кадошкинском районе Мордовии.
Административный центр поселения — село Сиалеевский Майдан.

## История
Из истории названия села Сиалеевский Майдан.
Название села Сиалеевский Майдан тесно связано, официально, с истории прихода.
До постройки храма в селе, а именно до 1790 года, наше село относилось к приходу Казённого Майдана. С 1790 года, после освящения храма во имя святителя и чудотворца Николая, село кроме названия «Сиалеевский», в официальных бумагах, имеет название «Никольский Майдан», «Пшеневский Майдан».
«Пшеневским» называлось потому, что по соседству находится старинное мордовское село Старое Пшенево, которое до 1864 года входило в приход Сиалеевского Майдана. Слово «Сиалеевский» происходит от названия речки «Сиалейки» (серебряная), которая протекает позади села. Из-за недостатка воды в ней, её во многих местах перепруживали. Речка Сиалейка течет по глубокому оврагу, по которому и расположено село. В пределах зеленных угодий села, течет еще одна река Исса в 3 км. От Сиал-Майдана.
История возникновения села.
Смутное время, лихолетье — так называют начало 17 века в России. Росли размеры феодальных повинностей в пользу помещиков, увеличивались налоги, взимаемые с крепостных крестьян. Это послужило началом борьбы крестьян с помещиками, многие бежали на свободные земли.
По существующему преданию в 1609 году, первоначальные поселенцы «Сиалеевского Майдана» были русские, бежавшие от помещиков крестьяне из деревни Крестовки, Инсарского уезда «Моля» и «Заика», которые и считаются основателями села. Фамилия Молины и Заикины, были очень распространены, к потомству первых поселенцев относится и генерал-майор Молин Иван Степанович, участник Великой Отечественной войны. В начале 17 века они заняли свободные земли. К этим первым поселенцам стали присоединяться первые добровольцы, которых привлекали сюда обилие леса в этой местности. Здесь то и было основано поташное производство, были построены поташные заводы, работать на которых приходили крестьяне, а потом оставались и совсем на жительство. Крестьяне села Сиалеевского Майдана в бумагах назывались «Будники». Производства поташа свернулось в начале XVIII века, в 1707 году. Природе был нанесен невосполнимый ущерб, поэтому на территории села нет лесных массивов, а лишь лесополосы.
Первые поселенцы жили на улице, которая носила название «Старая», недалеко от этой улице находилось старинное кладбище, на котором был построен в 1790 году деревянный храм. А новое кладбище отнесено за село. Первым священником по церковным документам значится Алексей Степанович Тархов (с 1789 по 1811 гг.). Позднее, в 1879 г., был предел храму во имя Казанской Божьей Матери. В это время священником был Петр Никитич Законов (1879—1894 гг.). При нем так же был обновлен храм Николая Угодника внутри, а вместо земской школы (1860 г.) открыта одноклассная церковно — приходская школа в 1890 году, в которой священник Законов состоял законоучителем. После его смерти на службу поступил его зять, священник Михаил Константинович Любимов, при нем в селе была построена второклассная школа (1897 г.). В памятной книге было три архипастырских посещения прихода. Два раза посещал храм высокопреосвященный Архиепископ Пензенский Варлаам. В 1900 г. Епископ Павел, который дал благословение на постройку каменного храма. Владыка посетил второклассную школу, где интересовался постановкой учебного процесса, школьным хозяйством, библиотекой, прочим. При школе имелось общежитие на 47 человек. Кроме общежития многие ученики жили в квартирах. Квартиры посещали учителя по очереди, а иногда совместно с заведующим школой.
Своей школой крестьяне гордились, интересовались успехами, часто её посещали, во время религиозно — нравственных чтений, всенощных школа была переполнена. Содержание школы обходилось в 3500 рублей.
В селе существовало волостное правление и врачебный пункт с аптекой. Кроме того, аптека имелась при школе, содержимая всецело на средства местного врача Д. И. Купчикова. Из школьной книги для записи посетивших аптеку в 1901 стало известно, что более 100 человек получили лекарство бесплатно. Инициатором постройки нового храма был священник Александр Никольский (1899—1902), он же написал о Сиал.-Майдане историко-статистический очерк. При написании использовал метрические книги с 1789 года, которые велись в храме, указе Нижеломовского, Краснослободского и Инсарского духовных правлений.
Крестьяне охотно согласились строить новый храм. Для начала ими положено собрать по два рубля с приходской души. К пожертвованиям на постройку храма отнесли и доходные статьи общества: доход на свободные земли в количестве 70 десятин, арендную плату за базарную площадь, за базарные лавки, сборы зерновым хлебом. Выстроили на свои средства два больших кирпичных сарсая, в которых с 1902 годаначали возделывать кирпичи. План и смету на храм изготовил архитектор В. Васильев.
Религиозно-нравственное состояние крестьян на 1901 год было мужского пола — 870, женского — 863, из них духовных — 22 человека, военных — 100 человек, остальные крестьяне — русские, все православные. Главное занятие — хлебопашество, до строительства железной дороги многие крестьяне уходили работать за Волгу.
Следует заметить, что после строительства церковно-приходской школы крестьяне стали отличаться особенным благочестием, в них произошла заметная перемена. Если раньше церковь посещалась недостаточно прилежно прихожанами, то теперь была переполнена народом. Крестьяне видели благолепие службы, слышали громкое чтение школьников. К духовенству прихожане относились уважительно и внимательно. Для священников существовал церковно-общественный дом. Все просьбы священников выполнялись беспрекословно.
Крестьяне в селе были государственные, помещиков в селе не было. Характер крестьян был свободолюбивый. Их жизнь насыщена событиями и неразрывно связана с историей России.
Летом 1936 года против жителей села было возбуждено уголовное дело по поводу убийства секретаря комсомольской ячейки Павла Ефимовича Чепурнова. Дело было прекращено летом 1939 года, когда Чепурнов вернулся в село, после окончания военного училища в звании воентехника. Впоследствии, Павел Ефимович был удостоен знака «Участник боёв на озере Хасан», орденов Красного знамени, Отечественной войны, Красной звезды, медалей, а также многих иностранных наград. Закончил свою службу в звании полковника.
- В 1670—1671 годах участвовали в восстании Степана Разина, под руководством Василия Фролова ходили приступом на Троицкий острог.
- В 1774 году через село проходили пугачёвские повстанцы под руководством П. Евстифеева.
- В 1905 году на разъезде Майдан размещались войсковые подразделения для подавления возмущения крестьян.
- 24 февраля 1918 года в селе установлена советская власть.
- 22 сентября 1918 года — создание партийной ячейки из 14 человек.
- 1 ноября 1918 года — открытие школы второй ступени.
- 1929 год — образование колхоза «Единый труд», первым председателем которого был Шалохин Кузьма Петрович.
- В настоящее время село переживает не лучшие времена. Бездорожье, безработица заставила многих покинуть родное село.
- В селе имеется 90 домов, в которых проживает 132 человека, школа, клуб, магазин, водопровод, газ.
- В 2009 году, 4 июля село отметило 400-летие.
- В 2013 году была построена частная теплица, товар, произведенной которой, пользуется большим спросом по всему Кадошкинскому району и за её пределами.